# 阿丽莎·莱曼
阿丽莎·德博拉·莱曼（英語：Alisha Debora Lehmann，1999年1月21日—），瑞士职业足球运动员，司职前鋒，现效力于意大利女子甲組足球聯賽球队尤文图斯，同时也是瑞士国家队成员，此前效力于瑞士女子足球超级联赛球队伯尔尼年轻人女子队，以及英格蘭女子足球超級聯賽球队西汉姆联和阿斯顿维拉，一度外借给埃弗顿。

## 俱乐部生涯

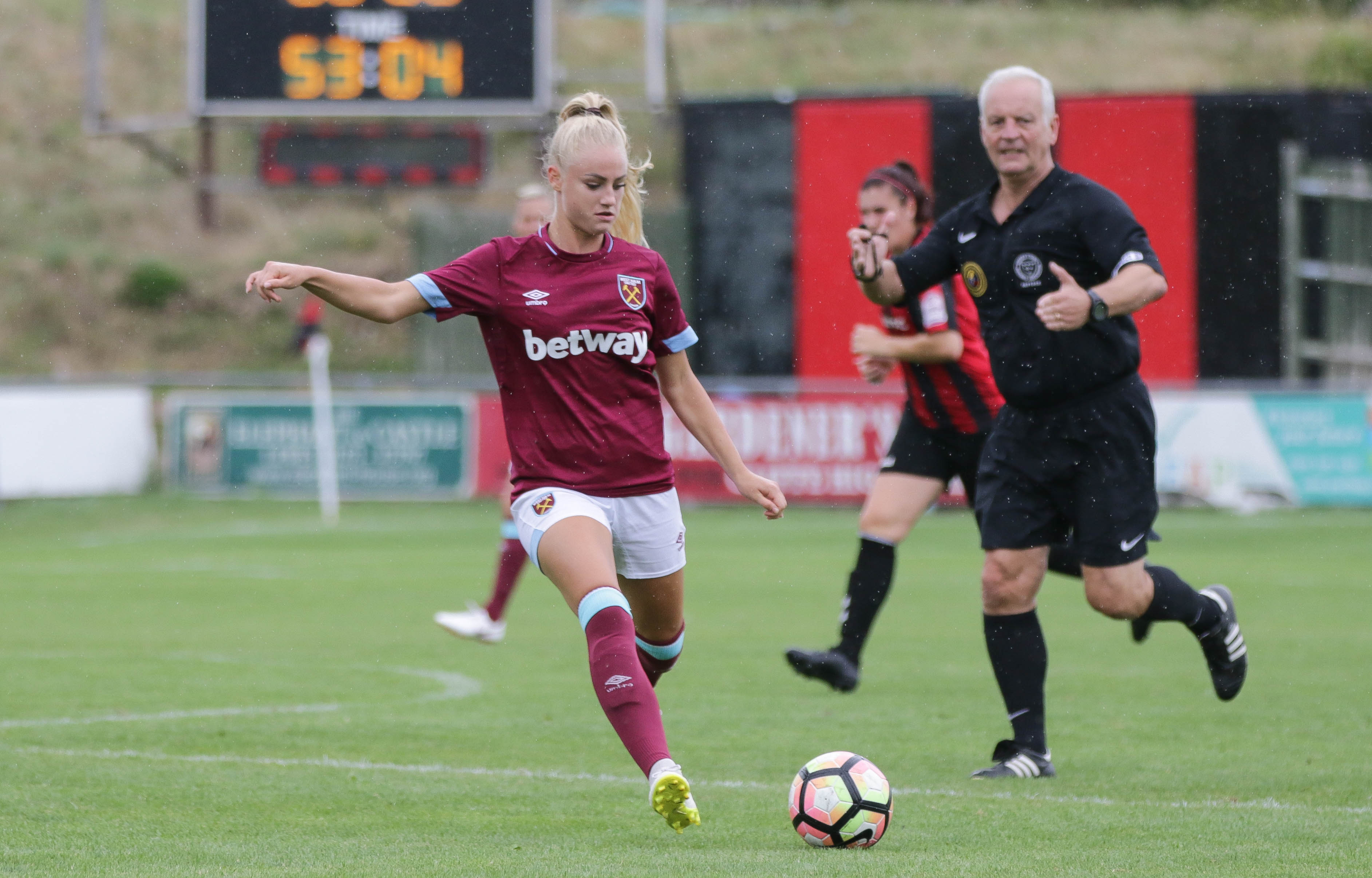
阿丽莎参加西汉姆联比赛，摄于2018年

### 伯尔尼年轻人女子队
2008年，9岁的阿丽莎加入科诺尔芬根足球俱乐部（FC Konolfingen），12岁时转入伯尔尼年轻人体育俱乐部的U14少年队，期间每周随U13到U15男子队训练三次，曾与男子少年队打过两场比赛。
2016年，17岁的阿丽莎在伯尔尼年轻人女子队开启职业生涯，首赛季凭借9个进球位列女子队射手榜榜首，其中在对阵圣加伦女子队的比赛中上演帽子戏法。效力于伯尔尼的两个赛季，阿丽莎共出战52场联赛，为球队贡献25球。

### 西汉姆联
2018年8月，阿丽莎加盟英格蘭女子足球超級聯賽球队西汉姆联，报道指西汉姆联的主教练马特·比尔德对她在2018年欧洲足联女子U-19锦标赛中的表现印象深刻。
2019年2月20日，阿丽莎在对阵雷丁的比赛中梅开二度，助力球队2比1战胜对手。2019年4月，西汉姆延长了阿丽莎的合同期限，彼时她为球队出战各类比赛30场，有9枚进球进账。同年4月14日，阿丽莎在对阵雷丁的英格蘭女子足總盃半决赛中扳平比分，最终帮助球队晋级决赛。
2019年11月3日，阿丽莎参加2019年至2020年英格兰女子足总杯淘汰赛，在比赛第75分钟攻入一球，帮助球队1比0战胜雷丁。2020年1月19日，西汉姆联在对阵布莱顿的比赛中1比0落后的情况下，阿丽莎在第80分钟和第83分钟连续攻入两球，帮助球队2比1逆转制胜。最终阿丽莎获得BBC评选的2019年至2020年英格蘭女子足球超級聯賽赛季最佳年轻球员奖。
2021年1月27日，西汉姆联将阿丽莎租借到埃弗顿，直至赛季结束。同年2月14日，阿丽莎在对阵雷丁的比赛中第一次为埃弗顿首发出场。3月11日，阿丽莎在对阵伯明翰城女子足球俱乐部中攻入在埃弗顿的首枚进球。

### 阿斯顿维拉
2021至22赛季，阿丽莎加盟阿斯顿维拉。2021年12月2日，在对阵桑德兰的比赛中，阿丽莎实现梅开二度。
2022年1月23日，在对阵莱斯特城的比赛中，双方1以1战平，至第93分钟被阿丽莎进球绝杀。最终阿丽莎获选为2021至22赛季最受女球员欢迎球员。2022年7月，阿丽莎与阿斯顿维拉续约一年，合同期至2022至23赛季届满；纵观整个赛季，阿丽莎共出战23场，贡献四枚进球。
2023年3月26日，在对阵莱斯特城的比赛中，阿丽莎贡献2球及1次助攻，帮助球队5比0大胜对手。本场比赛阿丽莎盘带率高达100%，获评为比赛的最佳球员。到赛季结束的时候，阿斯顿维拉再将阿丽莎的合同延长到2026年6月，到期时可选择再延长一年；而纵观2022至23赛季，阿丽莎共出战54场。

### 尤文图斯
2024年7月6日，莱曼加盟意甲俱乐部尤文圖斯，合同至2027年结束。在对阵薩斯索羅的2024–25赛季意甲揭幕战中，莱曼攻入意甲生涯首球。

## 国家队生涯

### 青年队

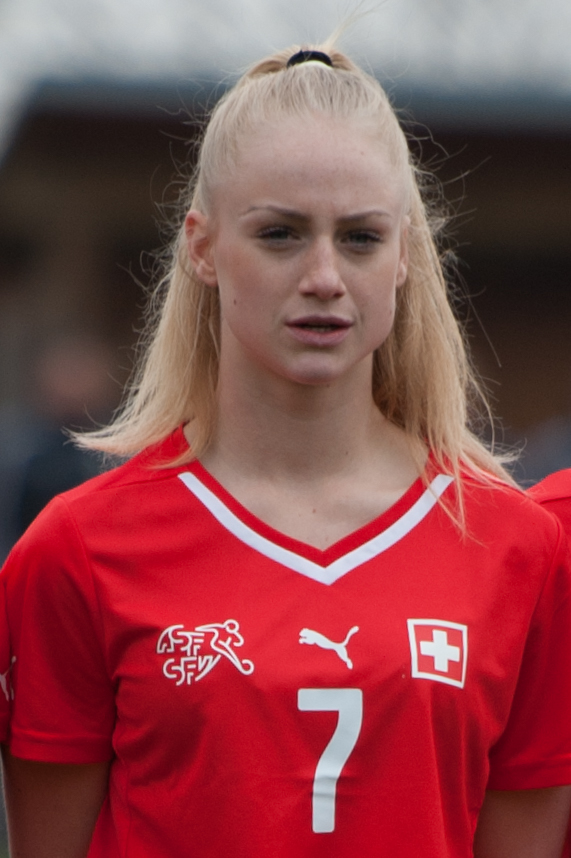
阿丽莎代表瑞士女子国家17岁以下足球队出战，摄于2016年

2015年4月11日，阿丽莎在2015年欧洲足联女子U-17锦标赛资格赛中对阵塞尔维亚，帮助球队8比1大胜对手。五天后，阿丽莎迎战芬兰，在第61分钟攻入国家队首球，率领球队4比0拿下比赛。到决赛周，阿丽莎共参加瑞士六场比赛中的五场。在对阵爱尔兰的比赛中，阿丽莎攻入一球，帮助瑞士1比0锁定胜局，以小组第一名顺利出线。最终瑞士成功挺进决赛，但最终2比5输给了西班牙。
之后阿丽莎又被瑞士女足教练莫妮卡·迪丰佐召集参加2016年欧洲足联女子U-17锦标赛资格赛。阿丽莎参加了初赛阶段的全部三场比赛，在对阵塞尔维亚和立陶宛的比赛中进球。之后又参加了精英轮的三场比赛，但瑞士最终被淘汰出局。
阿丽莎又参加了2017年欧洲足联女子U-19锦标赛资格赛，在2016年10月18日对阵爱沙尼亚的比赛中献上个人在U19国家队的首秀，并攻入自己在U19的首枚进球。接下来对阵克罗地亚的比赛中，阿丽莎上演帽子戏法，之后又在对阵捷克的比赛中上演帽子戏法，帮助球队3比3逼平对手。至于精英轮余下比赛，阿丽莎都有参加，但瑞士没有出线。
2018年7月，欧洲足联女子U-19锦标赛在瑞士举办，阿丽莎参加了小组赛全部三场比赛，在与法国比赛的第80分钟扳平比分，助力球队2比2战平对手。此后瑞士0比2不敌西班牙，3比1大胜挪威。最终瑞士无缘决赛圈，以1胜1平1负的成绩出局。

### 成年队
2017年10月22日，阿丽莎首次代表瑞士國家女子足球隊出战，对阵日本。比赛第55分钟，阿丽莎替补埃塞奥萨·艾博贡上场。2018年3月2日，阿丽莎在对阵芬兰的2018年塞浦路斯女足杯中献上首枚国家队进球。2018年4月5日，阿丽莎在对阵苏格兰的2019年國際足協女子世界盃外圍賽中献上个人在国家队的首场正式比赛，帮助球队1比0取胜。2019年5月，阿丽莎在国家队集训时膝盖受伤，需要接受手术。
阿丽莎代表瑞士参加2022年歐洲女子足球錦標賽预选赛。在对阵比利时的比赛中，阿丽莎攻入一球，帮助球队2比1取胜。在必须拿下的最后一场比赛中，瑞士对阵捷克，期间阿丽莎作为第三射手主罚点球命中，将比分扳平为1比1，最终帮助瑞士拿下比赛，成功进军欧锦赛。然而阿丽莎以还没有“做好心理准备”为由缺席欧锦赛。
2023年7月3日，阿丽莎入选2023年國際足協女子世界盃瑞士队参赛名单。小组赛阶段的三场比赛，阿丽莎参加了两场，都是替补上场。最终瑞士在八分之一决赛阶段被西班牙淘汰。

## 个人生活

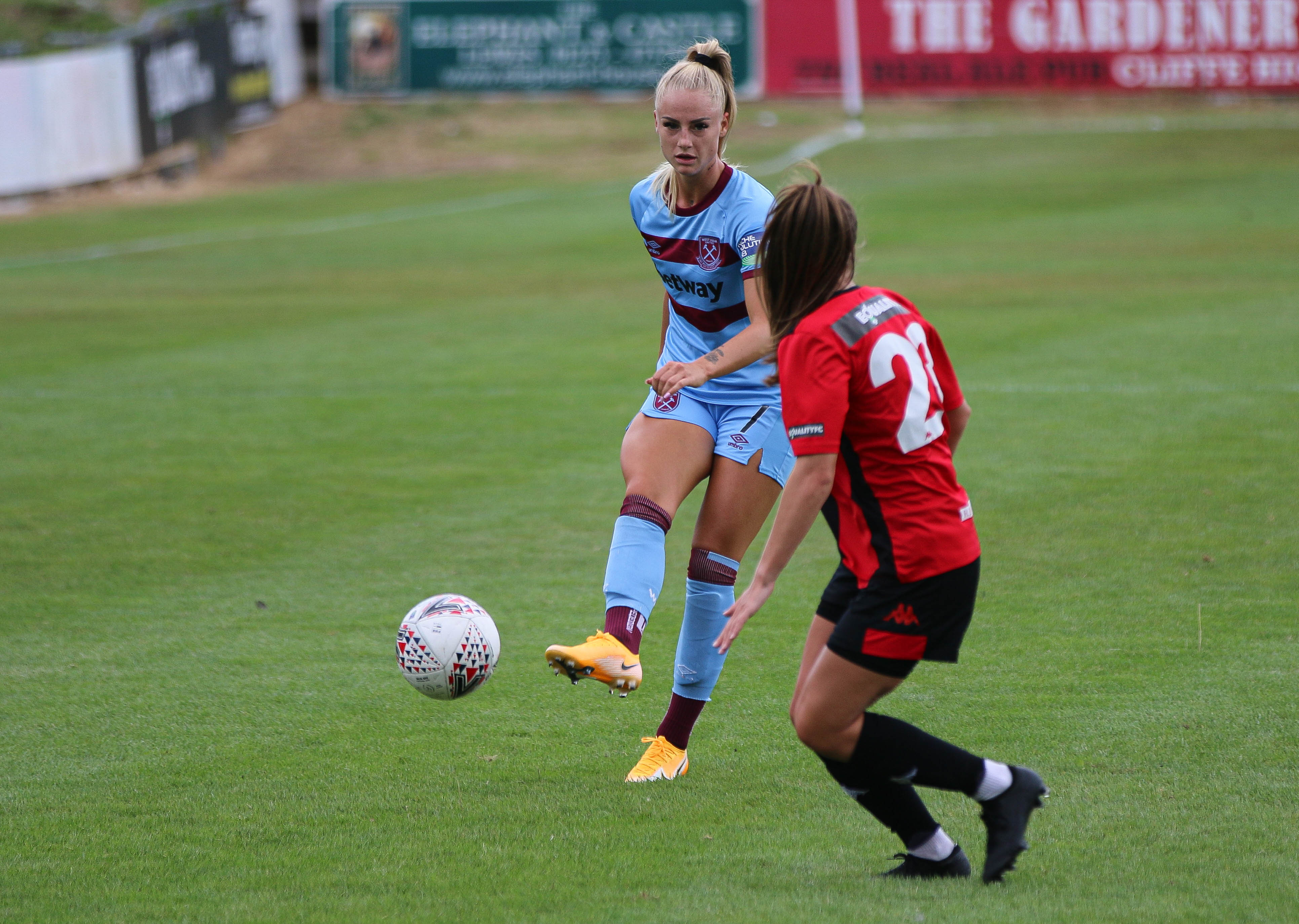
阿丽莎参加雷威斯女子足球俱乐部对阵西汉姆联的2020至21赛季热身赛

阿丽莎已经出柜的双性恋，此前被认为是女同性戀。阿丽莎曾与国家队队友拉莫娜·巴赫曼约会，两人曾亮相英國廣播公司第三台节目《英国足坛年轻霸主》（Britain's Youngest Football Boss）。截至2024年，阿丽莎与尤文图斯男队的巴西籍中场道格拉斯·路易斯相恋。
截至2023年12月29日，阿丽莎在Instagram收获1600万关注，是全世界关注人数最多的女子足球运动员。

## 统计数据

### 俱乐部
最後更新：2024年12月18日
| 俱乐部             | 赛季     | 联赛     | 联赛 | 联赛 | 国家杯 | 国家杯 | 联赛杯 | 联赛杯 | 大洲杯 | 大洲杯 | 其他 | 其他 | 总计 | 总计 |
| 俱乐部             | 赛季     | 组别     | 出场 | 进球 | 出场   | 进球   | 出场   | 进球   | 出场   | 进球   | 出场 | 进球 | 出场 | 进球 |
| ------------------ | -------- | -------- | ---- | ---- | ------ | ------ | ------ | ------ | ------ | ------ | ---- | ---- | ---- | ---- |
| 伯尔尼年轻人女子队 | 2015–16  | 瑞士甲   | 6    | 1    | 0      | 0      | —      | —      | —      | —      | 6    | 5    | 12   | 6    |
| 伯尔尼年轻人女子队 | 2016–17  | 瑞士甲   | 18   | 8    | 5      | 7      | —      | —      | —      | —      | 5    | 1    | 28   | 16   |
| 伯尔尼年轻人女子队 | 2017–18  | 瑞士甲   | 28   | 16   | 3      | 7      | —      | —      | —      | —      | —    | —    | 31   | 23   |
| 伯尔尼年轻人女子队 | 总计     | 总计     | 52   | 25   | 8      | 14     | 0      | 0      | 0      | 0      | 11   | 6    | 71   | 45   |
| 西汉姆联           | 2018–19  | 英超     | 20   | 6    | 5      | 2      | 5      | 1      | —      | —      | —    | —    | 30   | 9    |
| 西汉姆联           | 2019–20  | 英超     | 13   | 3    | 1      | 0      | 4      | 1      | —      | —      | —    | —    | 18   | 4    |
| 西汉姆联           | 2020–21  | 英超     | 9    | 0    | 0      | 0      | 2      | 1      | —      | —      | —    | —    | 11   | 1    |
| 西汉姆联           | 总计     | 总计     | 42   | 9    | 6      | 2      | 11     | 3      | 0      | 0      | 0    | 0    | 59   | 14   |
| 埃弗顿（租借）     | 2020–21  | 英超     | 8    | 1    | 1      | 0      | 0      | 0      | —      | —      | —    | —    | 9    | 1    |
| 阿斯顿维拉         | 2021–22  | 英超     | 21   | 2    | 0      | 0      | 2      | 2      | —      | —      | —    | —    | 23   | 4    |
| 阿斯顿维拉         | 2022–23  | 英超     | 22   | 5    | 4      | 1      | 5      | 0      | —      | —      | —    | —    | 31   | 6    |
| 阿斯顿维拉         | 2023–24  | 英超     | 15   | 2    | 1      | 0      | 5      | 2      | —      | —      | —    | —    | 21   | 4    |
| 阿斯顿维拉         | 总计     | 总计     | 58   | 9    | 5      | 1      | 12     | 4      | 0      | 0      | 0    | 0    | 75   | 14   |
| 尤文图斯           | 2024–25  | 意甲     | 12   | 2    | 1      | 0      | —      | —      | 2      | 0      | 0    | 0    | 15   | 2    |
| 生涯总计           | 生涯总计 | 生涯总计 | 172  | 46   | 21     | 17     | 23     | 7      | 2      | 0      | 13   | 6    | 229  | 76   |

1. ↑  包括瑞士女足杯（英语：Swiss Women's Cup）、英格蘭女子足總盃
2. ↑  包括英格蘭足總盃女子联赛杯（英语：FA Women's League Cup）
3. ↑  包括歐洲女子冠軍聯賽
4. ↑  包括瑞士女子超级联赛决赛轮（英语：Swiss Women's Super League#Format）

### 国家队
最後更新：2024年11月29日
| 国家队 | 年份 | 出场 | 进球 |
| ------ | ---- | ---- | ---- |
| 瑞士   | 2017 | 1    | 0    |
| 瑞士   | 2018 | 10   | 3    |
| 瑞士   | 2019 | 8    | 0    |
| 瑞士   | 2020 | 6    | 1    |
| 瑞士   | 2021 | 6    | 2    |
| 瑞士   | 2022 | 3    | 1    |
| 瑞士   | 2023 | 14   | 0    |
| 瑞士   | 2024 | 10   | 2    |
| 总计   | 总计 | 58   | 9    |

进球得分及比赛结果以瑞士得分为先，其中进球得分指阿丽莎每次进球后的比分
| # | 日期            | 场地                                         | 对手     | 进球得分 | 比赛结果 | 比赛                                          | 参考资料 |
| - | --------------- | -------------------------------------------- | -------- | -------- | -------- | --------------------------------------------- | -------- |
| 1 | 2018年3月2日    | 塞浦路斯拉纳卡GSZ運動場                      | 芬兰     | 1–0      | 4–0      | 2018年塞浦路斯女足杯                          | [ 56 ]   |
| 2 | 2018年年10月5日 | 比利时赫维莱登德里夫球場                     | 比利时   | 1–1      | 2–2      | 2019年国际足联女子世界杯资格赛 – 欧洲区附加赛 | [ 57 ]   |
| 3 | 2018年年10月5日 | 比利时赫维莱登德里夫球場                     | 比利时   | 2–2      | 2–2      | 2019年国际足联女子世界杯资格赛 – 欧洲区附加赛 | [ 57 ]   |
| 4 | 2020年9月22日   | 瑞士图恩斯托克霍恩竞技场                     | 比利时   | 2–0      | 2–1      | 2022年欧洲女子足球锦标赛预选赛                | [ 58 ]   |
| 5 | 2021年9月17日   | 瑞士图恩斯托克霍恩竞技场                     | 立陶宛   | 1–0      | 4–1      | 2023年国际足联女子世界杯预选赛                | [ 59 ]   |
| 6 | 2021年9月21日   | 摩尔多瓦基希讷乌津布鲁体育场                 | 摩尔多瓦 | 6–0      | 6–0      | 2023年国际足联女子世界杯预选赛                | [ 60 ]   |
| 7 | 2022年2月20日   | 西班牙马贝拉安東尼奧·洛倫佐·奎瓦斯市立體育場 | 北爱尔兰 | 1–1      | 2–2      | 熱身賽                                        | [ 61 ]   |
| 8 | 2024年2月24日   | 西班牙马贝拉安東尼奧·洛倫佐·奎瓦斯市立體育場 | 波蘭     | 4–1      | 4–1      | 熱身賽                                        | [ 62 ]   |
| 9 | 2024年5月31日   | 瑞士比尔天梭竞技场                           | 匈牙利   | 1–0      | 2–1      | 2025年歐洲女子足球錦標賽外圍賽                | [ 63 ]   |

## 获奖记录
西汉姆联
- 英格蘭女子足總盃亚军：2018–19（英语：2018–19 Women's FA Cup）[64]

瑞士U17
- 歐洲女子U-17足球錦標賽亚军：2015（英语：2015 UEFA Women's Under-17 Championship）[65]